# 古谢夫斯基 (弗拉基米尔州)
古谢夫斯基（羅馬化：Gusevskiy）是俄罗斯弗拉基米尔州的市级镇，属古西赫鲁斯塔利内市，在古西赫鲁斯塔利内西北约8（5.0英里）处。
该地2021年人口有2,605人；2010年人口3,134；2002年人口3,554；1989年人口4,493。